# Хорње Туровце
Хорње Туровце (слч. Horné Turovce) насељено је мјесто са административним статусом сеоске општине (слч. obec) у округу Љевице, у Њитранском крају, Словачка Република.

## Становништво
| Година:    | 1994. | 2004.   | 2014.   | 2024.   |
| ---------- | ----- | ------- | ------- | ------- |
| Број људи: | 638   | 603     | 598     | 558     |
| Разлика:   |       | -5,48 % | -0,82 % | -6,68 % |

| Година:    | 2023. | 2024.   |
| ---------- | ----- | ------- |
| Број људи: | 567   | 558     |
| Разлика:   |       | -1,58 % |

Према подацима о броју становника из 2011. године насеље је имало 597 становника.